# Vassili Gagara

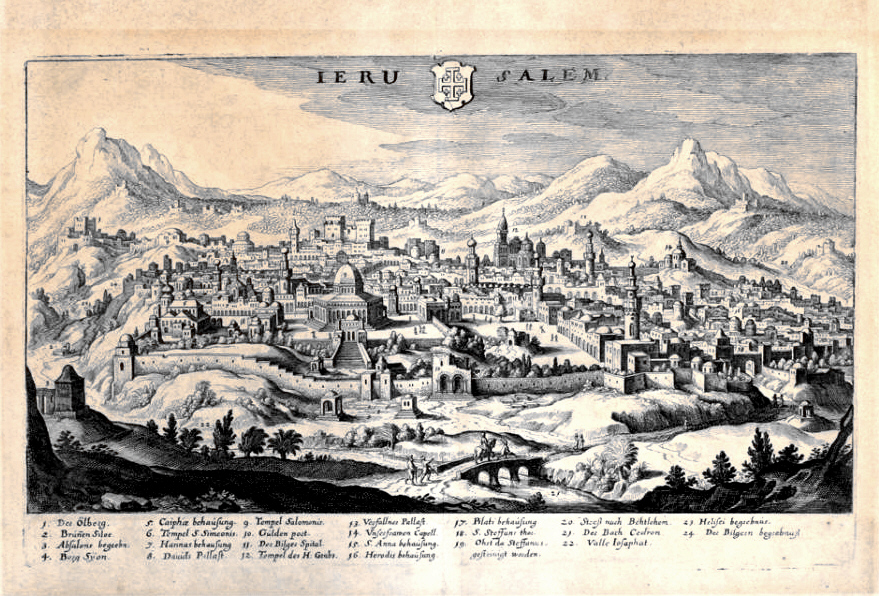
Une vue de Jérusalem, 1638

Vassili Iakovlevitch Garara (en russe : Василий Яковлевич Гагара, Vasilij Jakovlevič Gagara), né à Ples, mort après 1634 à Moscou est un marchand russe, pèlerin en Terre Sainte et voyageur.
Il est l'un des rares voyageurs russes du XVIIIe siècle à avoir rapporté un récit détaillé de son voyage dans l'Empire ottoman.

## Pèlerinage et retour
Vivant à Kazan, il établit un commerce avec la Perse. Passé 40 ans, après, selon ses propres mots une vie de débauche, qui cause la mort de sa femme, et le naufrage d'une de ses cargaisons, ses affaires empiraient. Il fait alors vœu de faire un pèlerinage à Jérusalem : en 1634, il embarque sur la Volga avec 8 compagnons, de Kazan à Astrakhan, et de là rejoint Tbilissi où il visite l'église de Metechi. De Jérusalem, il rejoint l'Égypte le 20 décembre 1635, accueilli par le patriarche d'Alexandrie Gérasime Ier d'Alexandrie et se voit confier une lettre à l'adresse du tsar Michel Ier de Russie. Au Caire, il peut admirer les monuments chrétiens et les pyramides. Sur le chemin du retour, il note les événements politiques de l'Empire ottoman, de la Polognen de la Moldavie. Il rencontre à Iași le métropolite Varlaam. À Vinnytsia, il est arrêté par ordre du Voïvoide Marcin Kalinowski, qui le prend pour l'ambassadeur de Russie à la Porte Athanase Boukolov. Ses documents et manuscrits sont confisqués et envoyés à Varsavie au roi Ladislas IV Vasa. Après 14 semaines de détention, il est libéré et entre à Kiev le 14 avril 1637 où il s'entretient avec l'archevèque Afinogène et le métropolite Pierre Movilă. De Kiev, il rejoint Moscou en passant par Poutyvl.

## Œuvres
- Житие и хождение в Иерусалим и Египет казанца Василия Яковлевича Гагары (Žitie i xoždenie v Ierusalim i Egipet, « Vie et pèlerinage à Jérusalem et en Égypte »), PPC, Tome III, 3 (33), Saint-Pétersbourg, 1891.

## Sources
- Article Wikipedia en russe.